# Ripley (série télévisée)
Pour les articles homonymes, voir Ripley.
Ripley est une série télévisée de thriller psychologique américaine, en noir et blanc, en 8 épisodes de 55 minutes, créée par Steven Zaillian et diffusée depuis le 4 avril 2024 sur la plateforme Netflix. Il s'agit de l'adaptation du roman policier Monsieur Ripley de Patricia Highsmith paru en 1955, faisant suite aux versions cinématographiques Plein Soleil (1960) et Le Talentueux Mr Ripley (1999).

## Synopsis
Dans le New York du début des années 1960, Tom Ripley, un escroc aux abois, est approché par un détective privé qui lui transmet le souhait d'un riche armateur, Herbert Greenleaf, de le rencontrer. Celui-ci s'est en effet laissé dire que Ripley est un ancien ami de son fils, Richard Greenleaf, surnommé Dickie, qui mène depuis plusieurs années la dolce vita à Atrani en Italie, en se rêvant artiste peintre. Il souhaite donc l'embaucher pour convaincre Dickie de rentrer aux États-Unis.
La découverte par Tom du mode de vie confortable, paisible et élégant de Dickie en Europe n'est que la première étape d'une vie complexe faite de tromperies, de fraude et de meurtres.
Tom s'insinue dans les rapports au sein du jeune couple que Dickie forme avec Marge et y sème la zizanie. En voyage à San Remo, alors que Richard tente de lui dire adieu, Tom l'assassine dans un canot de location en pleine mer, puis fait sombrer son corps attaché à l'ancre. Il cache le canot et retourne à Atrani en train afin d'usurper son identité pour, à son tour, mener la grande vie.
Tom falsifie le passeport de Richard en remplaçant sa photo par la sienne, et s'entraîne à imiter sa signature. Alors qu'il emporte les vêtements et le matériel de peinture de Dickie, il dit à Marge que celui-ci ne souhaite pas la voir pour l'instant.
Mais lorsque Freddy Miles, un ami de Dickie, vient lui rendre visite à Rome où il s'est installé, il soupçonne rapidement quelque chose de louche. Tom le tue, lui aussi. La découverte du corps de Freddy amène l'inspecteur Pietro Ravini, de la police romaine, à intervenir. Celui-ci se persuade de la culpabilité de Tom (sous le nom de Richard Greenleaf) dans le meurtre de Freddy, mais lui accorde un voyage à Palerme. Là, poursuivi par Marge et les paparazzi, Tom reprend alors sa propre identité et déménage à Venise, sur les traces du Caravage, qui le fascine. Il cherche à imputer l'assassinat de Freddy à Richard en faisant croire à une fuite de ce dernier en Tunisie, et rédige une lettre d'adieu pour rendre plausible la thèse du suicide de Dickie pendant la traversée.
Apprenant par l'inspecteur l'adresse de Tom, Marge le visite à Venise et il lui propose à contrecœur de rester chez lui. Elle accepte et trouve dans la chambre de Tom la bague que celui-ci a volée à Richard. Tom lui explique que Dickie la lui a donné à Palerme avant de fuir, confortant l'idée de son suicide. Herbert Greenleaf, père de Richard, arrive à Venise pour le rencontrer en compagnie de son détective privé. Il remercie Tom pour avoir accompagné Richard dans les derniers temps de sa vie et lui laisse la bague en souvenir. Marge retourne à Atrani où elle publie son livre comportant une photographie de Richard, qu'elle envoie à l'inspecteur Ravini. Celui-ci découvre alors le vrai visage de Richard Greenleaf... mais Tom s'est enfui sous une nouvelle identité.

## Distribution

### Personnages principaux
- Andrew Scott (VF : Cédric Dumond) : Tom Ripley
- Johnny Flynn (VF : Nessym Guétat) : Dickie Greenleaf
- Dakota Fanning (VF : Kelly Marot) : Marge Sherwood
- Eliot Sumner (VF : Enzo Ratsito) : Freddie Miles
- Maurizio Lombardi (it) (VF : Féodor Atkine) : l'inspecteur Pietro Ravini[2]

### Personnages secondaires
- Kenneth Lonergan (VF : Antoine Nouel) : Herbert Greenleaf
- Ann Cusack (VF : Brigitte Berges) : Emily Greenleaf [3]
- Bokeem Woodbine (VF : Gilles Morvan) : le détective Alvin McCarron
- Vittorio Viviani : Matteo[3]
- Margherita Buy : Silvana Buffi, propriétaire de l'immeuble romain[2]
- Louis Hofmann : Max Yoder[3]
- Fisher Stevens : Edward T. Cavanagh
- John Malkovich (VF : Edgar Givry) : Reeves Minot
- Enrico Roccaforte : réceptionniste à Palerme

## Production

### Développement
Une commande de série de huit épisodes est faite par Showtime, écrite et réalisée par Steven Zaillian, qui a présenté le projet au réseau,,. Il explique qu'adapter le roman sous forme de série plutôt que de long métrage lui a permis une plus grande fidélité à l'histoire, au ton et aux subtilités de l'œuvre de Patricia Highsmith.
La série est coproduite par Showtime et Endemol Shine North America, en association avec Entertainment 360 et Filmrights. Bien que conçue comme une mini-série, elle n'exclut pas d’autres saisons.

### Attribution des rôles
En septembre 2019, Andrew Scott est annoncé dans le rôle de Tom Ripley,.
En janvier 2020, Johnny Flynn est choisi pour incarner Dickie Greenleaf,.
En mars 2021, Dakota Fanning est annoncée dans le rôle de Marge Sherwood,. En décembre, Eliot Sumner rejoint l'équipe pour le rôle de Freddie Miles.
Quant à John Malkovich qui a interprété Ripley dans le film Ripley's Game en 2002, il est choisi pour incarner Reeves Minot, personnage secondaire des derniers romans Ripley de Patricia Highsmith.

### Tournage
Le tournage devait initialement commencer en Italie en septembre 2020, mais a dû être reporté en 2021. Outre les scènes tournées à New York et celles réalisées dans les studios de Cinecittà, on peut voir des plans montrant plusieurs villes italiennes et leur patrimoine architectural:
- Atrani
- Capri : la villa Torricella (censée être la villa de Dickie à Atrani)[16]
- Anzio : ville qui sert de doublure à celle de Sanremo[16]
- Rome : le parc des Aqueducs, la voie Appienne, le palazzo dei Congressi et les principaux monuments romains[17]
- Naples : le Pio Monte della Misericordia et le palazzo San Felice (censé être un palais palermitain)
- Palerme : la cathédrale, les Quattro Canti, l'oratoire San Lorenzo, la place devant l'église Sainte-Anne-de-Miséricorde et le sanctuaire de sainte Rosalie
- Venise : le grand canal, la place Saint-Marc, l'hôtel Danieli et le Palazzo Contarini Polignac[16].

La série donne également à voir plusieurs des principales œuvres du Caravage conservées en Italie :
- Rome : La Vocation de saint Matthieu, Saint Matthieu et l'Ange et Le Martyre de saint Matthieu (conservés à l'église Saint-Louis-des-Français), David et Goliath et La Madone des palefreniers (conservés à la galerie Borghèse) La Crucifixion de saint Pierre (conservé à l'église Santa Maria del Popolo)
- Naples : Les Sept Œuvres de miséricorde (conservé au Pio Monte della Misericordia)
- Palerme : La Nativité avec saint François et saint Laurent (tableau original dérobé en 1969, dont une reproduction est visible à l'oratoire San Lorenzo)

Robert Elswit, directeur de la photographie des huit épisodes, tourne avec des caméras numériques Arri Alexa LF. En février 2023, la série en est aux premiers stades de post-production. Ripley est présenté en noir et blanc. Steven Zaillian explique : « L'édition du livre Ripley que j'avais sur mon bureau comportait une photographie évocatrice en noir et blanc sur la couverture. Pendant que j'écrivais, j'avais cette image en tête. Le noir et blanc correspond à cette histoire, et c'est magnifique ».

### Fiche technique
Sauf indication contraire, les informations mentionnées dans cette section peuvent être confirmées par la base de données cinématographiques IMDb,  présente dans la section « Liens externes ».
- Titre original et français : Ripley
- Création : Steven Zaillian
- Réalisation : Steven Zaillian
- Scénario : Steven Zaillian
- Musique : Jeff Russo
- Décors : David Gropman
- Costumes : Giovanni Casalnuovo et Maurizio Millenotti
- Photographie : Robert Elswit
- Montage : Joshua Raymond Lee, David O. Rogers et Adriaan van Zyl
- Casting : Barbara Giordani, Avy Kaufman et Francesco Vedovati
- Production : Garrett Basch, Ben Forkner, Guymon Casady, Charlie Corwin, Philipp Keel, Sharon Levy, Andrew Scott, Clayton Townsend et Steven Zaillian
- Sociétés de production : Showtime Studios, Endemol Shine North America, Entertainment 360, Diogenes Entertainment, Filmrights
- Société de distribution : Netflix
- Pays de production :  États-Unis
- Langue originale : anglais, italien
- Format : noir et blanc
- Genre : policier, thriller
- Durée : 44-76 minutes

## Diffusion
Ripley devait initialement être diffusé sur Showtime,, mais en février 2023, Deadline Hollywood annonce que la série sera transférée sur Netflix. Elle sort le 4 avril 2024.

## Accueil critique
Le site internet agrégateur d'avis Rotten Tomatoes rapporte un taux d'approbation de 86 % sur la base de 87 avis critiques. Le consensus des critiques du site internet se résume ainsi : « Baignée dans un noir et blanc opulent, avec un Andrew Scott reptilien qui tient l'écran en otage, la somptueuse réinterprétation de Ripley par Steven Zaillian donne du sang neuf à cette insidieuse ascension sociale créée par Patricia Highsmith ». Sur Metacritic, la série détient un score moyen pondéré de 75⁄100 basé sur 39 critiques, ce qui indique « des critiques généralement favorables ».
Matt Schimkowitz de l'A.V. Club donne à la série un A- et déclare : « Le plaisir de Ripley réside toujours dans la façon dont il s'en sort avec ses crimes, et Zaillian ne l'oublie pas ». Dans une critique de la série pour The Mercury News, Randy Myers donne une note de 3.5⁄4 et commente : « Si certains peuvent être rebutés par le rythme mesuré de Ripley et son protagoniste glacial et détaché, les amateurs de films noirs ne le seront pas et admireront l'efficacité avec laquelle elle ravive un genre souvent galvaudé ». Linda Holmes de NPR décrit la série comme « une œuvre cinématographique méticuleusement construite qui fait référence au roman noir classique et à Hitchcock ainsi qu'aux grands noms du cinéma italien, et le simple fait de la regarder plan par plan est un profond plaisir ». Judy Berman du Time écrit : « Scott [...] a beau avoir plus de vingt ans de plus que son personnage tel qu'il a été conçu par Highsmith (il n'en a pas l'air), il nous a néanmoins donné le premier Ripley qui fait autorité à l'écran ».

## Distinctions

### Nominations
- Golden Globes 2025 : 
  - Meilleure mini-série ou du meilleur téléfilm
  - Meilleur acteur dans une mini-série ou un téléfilm pour Andrew Scott
  - Meilleure actrice dans un second rôle dans une série, une mini-série ou un téléfilm pour Dakota Fanning